# Gradnikova učna pot
Gradnikova učna pot je pohodniška pešpot, poimenovana po slovenskem pesniku Alojzu Gradniku. Začne se na Dobrovem, kjer je pred gradom spomenik pesniku, konča na Kozlinku. Na njenih točkah spoznavamo pesnika in tipična briška drevesa. Dolga je 3,9 kilometra ali uro in pol hoje. Odprta je bila 19. 11. 2010,  pripravili pa so jo učenci in učitelji OŠ Dobrovo v sodelovanju z Občino Brda in Planinskim društvom.

## Opis poti
Začetek poti je pri spomeniku Alojza Gradnika pri gradu na Dobrovem. Nato vodi mimo oljk, češenj, murv, fig, cipres, sliv in vinske trte. Na informativnih tablah je v treh jezikih napisano, zakaj in ob kakšnih priložnostih so Brici sadili posamezna drevesa, kam so prodajali njihove plodove in za kaj so jih uporabljali. Na prvi tabli na Dobrovem izvemo, kako obsežno je bilo pesnikovo delo, o njegovi neizmerni ljubezni do Brd in o ustvarjalni moči, na zadnji v Medani pa o njegovem življenju.

## Točke na poti
- Murve so gojili zaradi sviloprejk.[1] Drevo dobro prenaša sušo in mraz. Murva je v Brdih danes le kot okrasno drevo.

Med murve, na beneško polje,

spet pomlad v deželo seva,

trta spenja prve vitice na kolje,

sredi njiv bazilika sameva.

(Alojz Gradnik, Pieta)

- Vinska trta je prisotna v Evropi že od mezozoika. V času rimske države so se iz bližnjih mest, Ogleja in Čedada, trte širile v Brda. Najbolj razširjene sorte v Brdih so rebula, sivi in beli pinot in merlot.

Trte  cvetejo ... V poletni noči

duhte krog hiše vse zelene brajde.

Ko v temi človek več se ne razloči,

na stezi fantič se z dekletom najde.

(Alojz Gradnik, Trte cvetejo ...)

- Oljka raste v sončnih legah med trtami in na brežinah. Leta 1929 je bila zima prehuda in je pomrznila. Šele pred nekaj leti so jo ponovno začeli saditi. Brda so najsevernejša lega, kjer oljka še uspeva.

Po stezah hodim,v vetru oljka niha,

vsa polja s kamenjem so posejana,

zorečo ajdo je ožgala slana,

a suha zemlja še živi in diha.

(Alojz Gradnik, Na kontovelu)

- Figa sredozemska rastlina in poleg oljk dajejo Brdom mediteranski značaj. V Brdih uspevajo: beli in črni madoni, belice, kamberji, bonke ...  Vendimske fige, ki so zorele v času trgatve-vendime so Brici kadili, sušili na soncu in shranili v zaboje, pokrili in ob božiču prodajali kot suho sadje.

- Slive so v Brdih lupili in olupljene žveplali in nato sušili. Posušene so stisnili po dve skupaj. Nastale so zelo okusne prunele ali "pnčane češpe".

- Češnje izvirajo iz Male Azije. V Brdih so doma tudi stare sorte: čufrce, pontevke, trcinke, prvačnce. Briške češnje so bile v času Avstro-Ogrske na Dunaju zelo cenjen sadež.

Črešnje, črešnje ... Kdo je bolj rdeč,

ve al´ deklica, ki vas nabira?

Ej, za žejna usta marsiktera

bila bi izbira težka reč.

(Alojz Gradnik, Črešnje)

- Cipresa

Gradnik je pokopan je na pokopališču blizu domačije in pod cipresami, ki so mogočne in iz Benečije (pesem Ciprese).
Tu gor bogvekdaj so kot mala drevesa

priromale iz Benečije. Zdaj vsaki

vijo se kot venci krog vrhov oblaki,

in bliže so jim za razgovor nebesa.

(Alojz Gradnik, Ciprese)

1. Dobrovo
2. Kozlink
3. Medana 
4. Pokopališče Medana
5. Kozlink

- Odprtje Gradnikove učne poti. Osnovna šola Dobrovo. Arhivirano 2010-12-27 na Wayback Machine.
- Gradnikova učna pot.I feel Slovenia.
- Gradnikova učna pot. Brda.
- Geopedia.si: Gradnikova učna pot

1. 
2. 

- slovenske literarne poti

 Portal:Literatura

- Alojz Gradnik. Zbrano delo, 1. Ljubljana: DZS, 1984. (COBISS)
- Alojz Gradnik. Zbrano delo, 3. Ljubljana: Litera, 2002. (COBISS)